# Benvenuto Terzi

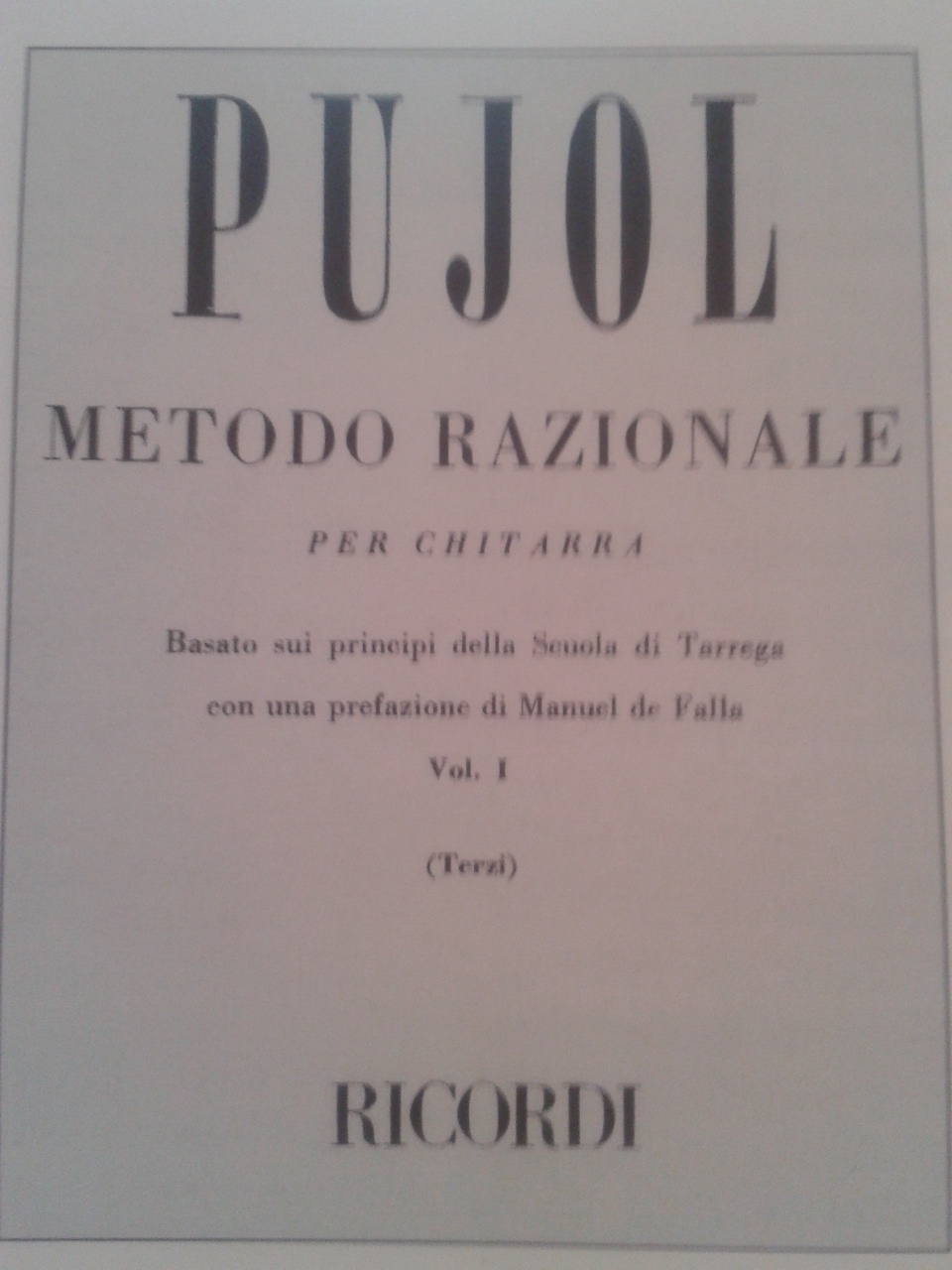
Metodo Pujol - Benvenuto Terzi

Benvenuto Terzi (Bergamo, 28 settembre 1892 – Bergamo, 28 ottobre 1980) è stato un musicista, compositore e chitarrista italiano.

## Biografia
Enrico Benvenuto Terzi fu  il settimo e ultimo figlio di Luigi e Semillante Busetti,  il solo a nascere a Bergamo, nella casa della nonna materna, contrariamente ai suoi fratelli nati a Gromo in Val Seriana, dove la famiglia gestiva una farmacia. E proprio a Gromo  trascorse i primi anni della sua vita.
La famiglia aveva una propensione per lo studio della musica tanto che a Gromo e in tutta l'alta valle si parlava di una famiglia di "artisti e musicisti". Tutti i figli maschi suonavano la chitarra, in particolare il fratello Arturo, le figlie femmine erano dedite al mandolino.
I genitori vollero dare però per Benvenuto una posizione più sicura di quella del musicista orientandolo verso un indirizzo tecnico. Benvenuto si diplomò ragioniere all'Istituto "Vittorio Emanuele" di Bergamo nel 1912, nell'antica sede in Piazza Vecchia. In suo ricordo l'Aula Magna dell'istituto porta il suo nome con l'esposizione di una targa marmorea opera del suo biografo Giacomo Parimbelli in collaborazione con i docenti ed allievi dell'Istituto. Dal 1922 al 1957 esercitò la professione di ragioniere presso l'Ospedale Maggiore di Milano.

### L'artista
Chiamato alle armi durante il primo conflitto mondiale, data la sua magrezza, vi partecipò da impiegato e fu proprio in questo periodo che tenne il suo primo concerto alla Reggia di Caserta, nel 1916 dove si trovava causa i continui spostamenti militari.
Il 29 dicembre 1926, all'unico concerto di Andrés Segovia a Bergamo, Terzi, che ne era stato il promotore, conobbe Maria Quadri, che diventò poi sua moglie. Nel 1929 acquistò una pregevole chitarra di Herman Hauser che suonò per tutta la vita, fu uno dei tre italiani a possederla (poi di proprietà del chitarrista Massimo Laura). Ebbe inoltre strumenti di Guadagnini e  Gallinotti. L'incontro con il chitarrista spagnolo fu importante per il Terzi, tanto che lo incontrerà ogni volta che questi fece ritorno per i suoi concerti italiani.
Il decennio tra il 1920 e il 1930, fu quello di maggior attività  concertistica per il bergamasco, sia in Italia che all'estero. Il suo ultimo concerto lo tenne nel salone della Camera di Commercio di Bergamo il 31 marzo 1953.
Suonò in Svizzera negli anni 1920, in duo con il mandolinista e compositore Raffaele Calace. Alla fine della seconda guerra mondiale, fece ritorno con la famiglia a Bergamo e ricoprì una delle prime cattedre italiane di chitarra all'Istituto Musicale "Gaetano Donizetti" di Bergamo. 
Tra le sue sessantanove opere sicuramente quella che è maggiormente famosa è Carillon specialmente nei paesi sovietici, la cui peculiarità è l'accompagnamento in armonici con la mano destra, mentre una linea melodica a terzine si snoda sulle prime due corde suonata solo dalla mano sinistra.

### L'insegnante
La sua attività preferita fu però l'insegnamento della chitarra classica. Fondò nel 1934 il periodico La chitarra; nel 1963 il suo metodo per chitarra pubblicato da Ricordi "Il chitarrista autodidatta, metodo completo per chitarra classica", affiancato da una raccolta di studi progressivi dei vari autori, che ebbe numerose ristampe. fu il primo revisore moderno del Metodo di Carulli e traduttore in italiano dell'Escuela Razonada di Pujol. La sua opera venne inserita nel 1934 dal Prat nel suo Diccionario des Guitarristas.
Tra i suoi alunni ricordiamo Antonio Barbieri, Roberto Beccuti, Leonilda Squarzoni, Mario Bezzola, Franco Craveri, Maria Delle Piane, Giovanni Ferrari, Angelo Frumento, Roberto Guardenghi, Marcella Giugiario, Nicolò Illa, Giuseppe Porta, Carlo Roveda, Ada Zizeri e molti altri.
Aprì la cattedra di chitarra all'istituto Musicale Donizetti di Bergamo, la prima in Italia.
Tenne una fitta corrispondenza con i maggiori chitarristi europei del Novecento tra cui gli spagnoli Miguel Llobet, Emilio Pujol e Andrés Segovia sempre in lingua francese, quella che era considerata la lingua ufficiale della cultura europea del primo Novecento. Rimase inoltre in contatto con il venezuelano Alirio Díaz, con Luigi Mozzani e con Pietro Gallinotti, liutai e compositori, e con tantissimi suoi alunni. Questi carteggi sono oggi documenti fondamentali per capire l'evoluzione artistica della chitarra nel '900 attraverso i suoi maggiori interpreti.
Al suo nome fu dedicata l'"Orchestra di Chitarre Benvenuto Terzi" diretta dal Maestro Pierluigi Capelli ed il "Concorso Terzi" di Clusone negli anni 1990, e successivamente il "Festival delle Settimane Chitarristiche Italiane", che nell'anno 2011 ha raggiunto il suo primo decennale di promozione, presso Martinengo dove il Terzi lavorò prima come vicesegretario e poi come segretario comunale tra gli anni 1914 e 1919, con una triste parentesi durante la prima guerra mondiale.

## Alcune opere
- Sera di maggio (Barcarola), op.2
- Campane a festa, op.18
- Nevicata pastorale op.29
- Imitando l'arpa (Preludio), op.36
- La Campanella, op.39 (su tema di Niccolò Paganini)
- Fantasia di Spagna, op.50
- Carillon
- Elegia
- Piccola fiaba
- Trillo-Tremolo
- Il chitarrista autodidatta: metodo completo per chitarra classica